# DVV Coburg
Der DVV Coburg, ausgeschrieben DJK Viktoria VfB Coburg, war ein Sportverein aus der oberfränkischen Stadt Coburg. Der Verein ging in dieser Form 2000 aus dem Beitritt des VfB Coburg 07 zum DJK/Viktoria 09 Coburg hervor. Bereits 1974 war die DJK Rot-Weiß Coburg dem FC Viktoria 09 beigetreten. Der VfB 07 spielte im Fußball zwischen den Weltkriegen sowie in der Nachkriegsjahrzehnten durchweg in höherklassigen Ligen. Neben Fußball bestanden im Verein die Abteilungen Kegeln, Fitness/Kraft und Leichtathletik. Am 8. September 2011 wurde der FC Coburg gegründet, der die Spieler und Lizenz, sowie das Nachwuchsleistungszentrum des DVV übernahm.

## Geschichte des VfB Coburg
Der VfB Coburg wurde am 25. Oktober 1907 als Coburger FC (CFC) gegründet. Die Stadt gehörte bis 1920 nicht zu Bayern, die Coburger Mannschaften nahmen am Spielbetrieb des Verbands Mitteldeutscher Ballspiel-Vereine (VMBV) teil und traten so vor allem gegen thüringische und sächsische Mannschaften an. In der Runde 1913/14 konnte der CFC einen ersten kleinen Achtungserfolg verbuchen, als er die Endrunde der mitteldeutschen Meisterschaft erreichte, hier jedoch schon im Achtelfinale an Wacker Halle scheiterte. Nach dem Ersten Weltkrieg, am 11. Dezember 1918, benannte sich der Verein in VfB Coburg um. In den Runden 1920/21 und 1928/29 erreichte die Mannschaft erneut die Endrunde; obwohl Coburg nun politisch zu Bayern gehörte, spielte man zu dieser Zeit weiterhin in den Spielklassen des VMBV. Dabei gelang 1929 mit dem Erreichen des Halbfinals der mitteldeutschen Meisterschaft (nach Siegen über Gelb-Rot Meiningen, Preußen Langensalza und Titelverteidiger Wacker Halle) der bis dahin größte Erfolg. Der VfB unterlag schließlich im Halbfinale dem späteren Sieger Dresdner SC mit 2:3.
Nachdem 1933 der VMBV aufgelöst und die Gauligen als neue höchste Spielklasse eingeführt wurden, spielten die Coburger in bayerischen Ligen. Der VfB Coburg gehörte der Gauliga Bayern, in der zehn Mannschaften antraten, erstmals 1936/37 an, nachdem man sich in mit einem 5:2 im Entscheidungsspiel gegen Bayern Hof durchgesetzt hatte. Der VfB stieg zwar als Tabellenletzter umgehend wieder ab, stieg aber ein weiteres Jahr darauf wieder auf, um nach der Runde 1938/39, dieses Mal als Vorletzter, erneut den Gang nach unten antreten zu müssen. Im letzten Kriegsjahr qualifizierte sich der VfB letztmals für die oberste Spielklasse, die in Bayern inzwischen in mehrere Staffeln aufgeteilt war, der Spielbetrieb der Runde 1944/45 der Staffel Oberfranken wurde jedoch bereits im Herbst 1944 kriegsbedingt eingestellt.
Nach dem Ende des Zweiten Weltkriegs, auf das die Auflösung aller Vereine folgte, schlossen sich die ehemaligen Coburger Vereine zunächst zur Sportvereinigung Coburg zusammen. Am 2. Dezember 1948 spaltete sich der VfB Coburg von dieser Vereinigung ab. Eine der treibenden Kräfte für den Wiederaufbau des Vereins war Eux Stocke, Mäzen und Vorsitzender des VfB Coburg.
In der Nachkriegszeit dauerte es zunächst einige Jahre, bis sich der VfB Coburg im höherklassigen Fußball zurückmeldete, was nicht zuletzt daran lag, dass zu dieser Zeit mit dem VfL Neustadt in unmittelbarer Nähe ein starker Konkurrent aufspielte. Erst zur Saison 1952/53 stieg der VfB in die drittklassige Bayernliga auf und spielte nach deren Aufspaltung in zwei Staffeln im Jahr darauf in der 1. Amateurliga Nordbayern. Der Verein brachte mit Heinz Ruppenstein und Willy Reitgaßl zwei Spieler hervor, die beim damaligen Süd-Oberligisten Karlsruher SC Karriere machten. Der KSC war seinerzeit eine der ersten Adressen im Süden Deutschlands. Der Außenläufer Ruppenstein wechselte 1955 zum amtierenden deutschen Pokalsieger, bestritt mit dem KSC das Endspiel um die deutsche Meisterschaft 1956, wurde im selben Jahr Pokalsieger und erlebte noch als Aktiver die erste Bundesligarunde 1963/64. Der Stürmer Reitgaßl, der Ruppenstein 1957 nach Karlsruhe folgte, wurde zum Nationalspieler, nach Berufungen in die Amateur- und B-Nationalmannschaft kam er 1960 zu einem Einsatz in der A-Nationalelf.
Der VfB Coburg hielt sich über lange Zeiträume in der obersten bayerischen Amateurliga, einem Abstieg in die zweite Amateurklasse 1971 folgte zwei Jahre später der Wiederaufstieg, und zwischen 1978 und 1982 war man ebenfalls nicht im Amateur-Oberhaus vertreten. Nach dem erneuten Abstieg 1984 konnte der VfB jedoch den Anschluss an die oberen Spielklassen nicht mehr halten. Bekanntester Spieler in dieser Zeit war der spätere langjährige Bundesliga-Profi Frank Greiner, der mit dem 1. FC Kaiserslautern 1998 deutscher Meister wurde.

## Seit der Fusion zum DVV Coburg
Der sportliche ging mit einem wirtschaftlichen Niedergang des VfB Coburg einher, so dass im Jahr 2000 der Zusammenschluss mit den ehemaligen Lokalrivalen DJK Rot-Weiß (1951 gegründet) und FC Viktoria 09 erfolgte, die bereits 1974 zur DJK/Viktoria verschmolzen waren. Nach der Fusion gelang es dem DVV Coburg 2002 in die Landesliga Nord aufzusteigen. Dort spielte man mit einem Jahr Unterbrechung (2006/07) bis zur Saison 2010/11. Die Verantwortlichen hatten weiterhin mit den Altlasten der Vorgängervereine zu kämpfen, weshalb auch das Dr.-Stocke-Stadion an die Stadt verkauft wurde. Trotzdem konnte ein Nachwuchsleistungszentrum aufgebaut werden.
Das Stadion wurde von der Stadt Coburg zu einer Schulsportanlage umgebaut und grundlegend saniert. Dabei wurden u. a. die Gegengerade und die Kassenhäuschen am Eingang abgerissen. Die neue Sportanlage wurde zum 100-jährigen Vereinsjubiläum eingeweiht. Zu diesem Zweck gastierte am 10. Juli 2009 die SpVgg Greuther Fürth (2. BL) in Coburg.

## Das Ende des DVV Coburg
Im November 2010 wurde bekannt, dass das Finanzamt eine Nachforderung im niedrigen sechsstelligen Bereich aus den Jahren 2000 bis 2008 für den Spielern bezahlte und nicht versteuerte Fahrtgelder stellte. Eine Summe, die vom Verein nicht aufgebracht werden konnte. In der Folge hat der Verein Anfang Juni 2011 beim Amtsgericht Coburg einen Antrag auf Eröffnung des Insolvenzverfahrens eingereicht, der mangels Masse abgelehnt wurde. Am 4. August 2011 wurde die Auflösung des Vereins zum 30. Juni 2012 beschlossen. Der Spielbetrieb der Fußballmannschaften wurde bis dahin fortgeführt. Gespielt wurde auf dem ehemals vereinseigenen Sportplatz am „Hinteren Floßanger“. Die Saison 2010/11 endete sportlich mit dem Abstieg aus der Landesliga. Am 8. September 2011 wurde der FC Coburg gegründet, der die Spieler und Lizenz, sowie das Nachwuchsleistungszentrum des DVV übernahm. Zur Saison 2012/13 traten alle Mannschaften des FC Coburg in den Ligen an, in denen zuletzt die entsprechenden Teams des DVV gespielt hatten.

## Stadion

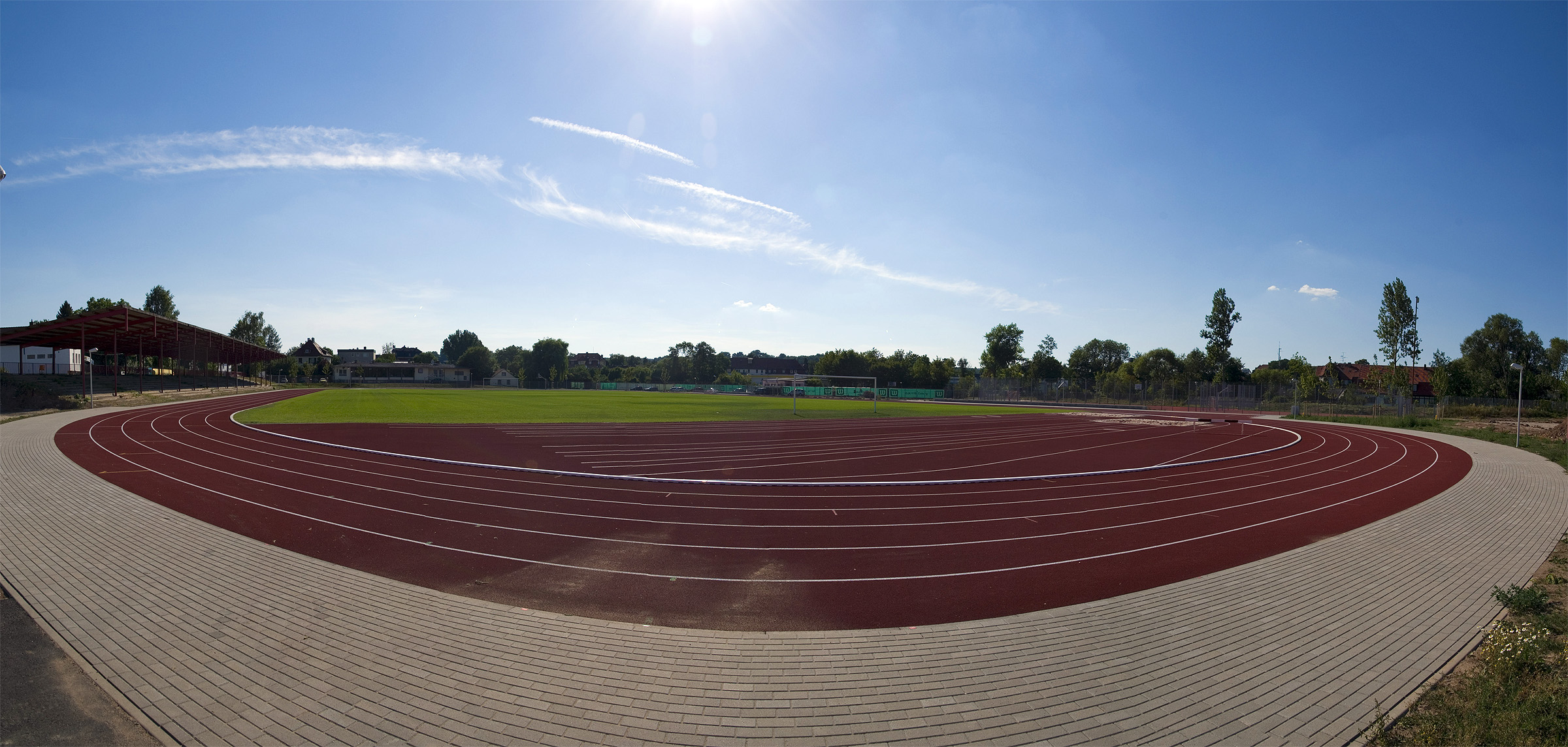
Dr.-Stocke-Stadion in Coburg

Die Spielstätte des Coburger Fußball-Clubs 1907 an der Wiesenstraße wurde am 30. November 1913 als Johann-Leopold-Sportplatz eingeweiht. Davor spielte der CFC von 1909 bis 1911 auf dem Exerzierplatz Brandsteinsebene und anschließend an der Uferstraße. Namensgeber für die neue Heimstätte war Johann Leopold von Sachsen-Coburg und Gotha, der damalige Erbprinz des Hauses von Sachsen-Coburg und Gotha. Eine Tribüne wurde 1928 eingeweiht. Das 1960 ausgebaute VfB-Stadion wurde 1965 anlässlich des 70. Geburtstages von Eux Stocke in Dr.-Stocke-Stadion umbenannt.
Die Stadt Coburg kaufte dem Verein das Stadion Anfang des 21. Jahrhunderts ab und baute dieses 2009 zu einer Schulsportanlage um. Dabei wurden die Sitztribüne auf der Gegengerade und das Marathontor sowie die Kassenhäuser abgerissen und die Haupttribüne sowie die Laufbahn erneuert. Der Name wurde auf Dr.-Eugen-Stocke-Anlage geändert.